# 索乌特杜姆杜姆
索乌特杜姆杜姆（South Dumdum），是印度西孟加拉邦North Twentyfour Parganas县的一个城镇。总人口392150（2001年）。

## 人口
该地2001年总人口392150人，其中男性200182人，女性191968人；0—6岁人口31270人，其中男15960人，女15310人；识字率83.15%，其中男性为86.50%，女性为79.65%。